# إمبراطور الرهان الأسطوري زيرو
إمبراطور الرهان الأسطوري زيرو (باللغة اليابانية: 賭博覇王伝 零) هي سلسلة مانغا يابانية كتبها ورسمها نوبويوكي فوكوموتو.. تم نشر الجزء الأول من السلسلة في مجلة كودانشا للمانغا الشونين الأسبوعية من سبتمبر عام 2007 إلى مارس عام 2009، وتم جمع فصولها في ثمانية مجلدات. الجزء الثاني للسلسلة، (توباكو هاودين زيرو: جيانكي-هي)، تم نشرها في نفس المجلة من يوليو عام 2011 إلى مايو عام 2013، وتم جمع فصولاه في 10 مجلدات. تدور القصة حول القمار برهانات عالية، مع التركيز على المنافسة والتنافس.

## الحبكة
زيرو أوكاي، صبي يثير الضجة باعتباره لنفسه "روبن هود" للمجتمع، يتم دعوته مع أصدقائه إلى مملكة الأحلام، وهي حديقة ترفيهية قيد الإنشاء من قبل الثري موريو زايزن. يتم تجميع زيرو والآخرين معًا لأن زايزن يبحث عن "ملك"، بمعنى لاعبه المميز، ويخاطر بكل أمواله من أجل أن ينجح في ذلك البحث، والمكافأة في المقامرات التي هدفها البحث عن الملك لا تقل عن 100 مليار ين.

### المسلسل
هناك مسلسل درامي تلفزيوني ياباني مكون من 10 حلقات بعنوان Zero: Ikkakusenkin Game (ゼロ 一獲千金ゲーム lit. "Zero: The Get-Rich-Quick Game") ، المعروف أيضًا باسم ZERO -The Bravest Money Game- ،  تم بثه كل يوم أحد. في المساء من تاريخ 15 يوليو إلى 16 سبتمبر عام 2018 على قناة Sunday Drama NTV.    المسلسل من بطولة شيغايكي كاتو في دور زيرو. بعد انتهاء بث كل الحلقات التلفزيونية، أصبحت المسلسل هذا متاحة على خدمة هولو للعرض .

## قم بمطالعة التالي أيضا
- القمار في اليابان باللغة الانجليزي